# Scarlet Anger
 (septembre 2023).
Scarlet Anger est un groupe luxembourgeois de thrash metal, originaire de Luxembourg.

## Histoire
Scarlet Anger est un groupe de musique luxembourgeois de Dummeldeng, dans la ville de Luxembourg, formé en 2007 par les musiciens Joe Block et Fred Molitor. Le style musical du groupe est le thrash metal,. Ses chansons sont en anglais.
Scarlet Anger jouit d'une certaine popularité sur la scène musicale metal luxembourgeoise. Ils jouent au Wacken Open Air Festival et à Food for Your Senses. En 2011, le groupe remporte le concours Netrock. Les membres (depuis 2017) sont Joe Block (chant), Fred Molitor (guitare), Jeff Buchette (guitare), Vincent Niclou (basse) et Rod Sovilla (batterie).

## Discographie

### Albums studio
- 2012 : Dark Reign
- 2016 : Freak Show

### EP
- 2011 : Kill the King

### Singles
- 2012 : Stupid Boy

### Démos
- 2009 : La realidad es triste…